# Habenaria lindleyana
Habenaria lindleyana är en orkidéart som beskrevs av Ernst Gottlieb von Steudel. Habenaria lindleyana ingår i släktet Habenaria och familjen orkidéer. Inga underarter finns listade i Catalogue of Life.